# Дугласииды
Дугласииды (лат. Douglasiidae) — относительно небольшое семейство бабочек.

## Описание
Бабочки мелкие, с размахом крыльев 5—14 мм. Голова с воротничком приподнятых или слабо торчащих чешуек. Лоб округленный, гладкий. Хоботок хорошо развит, длинный, голый. Губные щупики 3—члениковый, короткие, опущенные, прямые или слабо изогнутые. Челюстные щупики рудиментарные. Усики достигают 1/2—2/3 длины переднего крыла, голые. Глазки имеются.
Передние крылья широко-ланцетовидиые, тёмные, реже серых или бело-серых тонов, у представителей некоторых родов с блеском. Рисунок образован 1—2 узкими или широкими поперечными полосами, реже редуцирован до дорсального светлого пятна или отсутствует. Задние крылья ланцетовидные, буроватых тонов, бахрома в 2—3 раза больше их ширины.
Гусеницы — облигатные эндобионты листьев, побегов, стеблей цветов и плодов розоцветных, бурачниковых, губоцветных, сложноцветных. Многие виды — олигофаги.
В жизненном цикле характерна моноцикличность. Бабочки активны в вечернее время, ночью прилетают на свет.

## Ареал
Распространение изучено недостаточно. В Палеарктике обитает 2 рода и 19 видов. В ископаемом состоянии известны из бирманского янтаря.

## Классификация
- Douglasia
- Klimeschia

- Klimeschia transversella

- Protonyctia
- Tinagma

- Tinagma anchusella
- Tinagma balteolellum
- Tinagma californicum
- Tinagma dryadis
- Tinagma gaedikei
- Tinagma obscurofasciella
- Tinagma ocnerostomella
- Tinagma perdicella
- Tinagma powelli
- Tinagma pulverilineum